# Taurrhina manowensis
Taurrhina manowensis är en skalbaggsart som beskrevs av Moser 1905. Taurrhina manowensis ingår i släktet Taurrhina och familjen Cetoniidae. Utöver nominatformen finns också underarten T. m. fuscipennis.